# Robert Mark Kamen
Robert Mark Kamen é um roteirista que escreve para grandes filmes há mais de vinte e cinco anos. É também um dos colaboradores do escritor, diretor e produtor francês Luc Besson. É natural do distrito de Bronx, localizado na Cidade de Nova York.

## Filmografia
- Taps
- Gatchaman
- The Karate Kid[1]
- The Karate Kid, Part II
- The Karate Kid, Part III
- The Punisher
- Gladiator
- The Power of One
- Lethal Weapon 3
- A Walk in the Clouds
- The Fifth Element
- Kiss of the Dragon
- The Transporter
- Transporter 2
- Bandidas
- Transporter 3
- Taken